# Paweł Nowak (rugbysta)
Paweł Nowak (ur. 1 lipca 1978) – polski rugbysta, występuje w Arce Gdynia od początku jej istnienia, czyli od 1996. Był kapitanem Reprezentacji Polski.